# Municipio de Goode
El municipio de Goode (en inglés: Goode Township) es un municipio ubicado en el condado de Franklin en el estado estadounidense de Illinois. En el año 2010 tenía una población de 2715 habitantes y una densidad poblacional de 37,15 personas por km².

## Geografía
El municipio de Goode se encuentra ubicado en las coordenadas 38°4′49″N 89°5′3″O / 38.08028, -89.08417. Según la Oficina del Censo de los Estados Unidos, el municipio tiene una superficie total de 73.08 km², de la cual 72.33 km² corresponden a tierra firme y (1.03%) 0.75 km² es agua.

## Demografía
Según el censo de 2010, había 2715 personas residiendo en el municipio de Goode. La densidad de población era de 37,15 hab./km². De los 2715 habitantes, el municipio de Goode estaba compuesto por el 97.13% blancos, el 0.22% eran afroamericanos, el 0.26% eran amerindios, el 0.29% eran asiáticos, el 0.04% eran isleños del Pacífico, el 0.44% eran de otras razas y el 1.62% pertenecían a dos o más razas. Del total de la población el 1.18% eran hispanos o latinos de cualquier raza.